# Peter Minshall
Peter Minshall (Georgetown (Brits-Guiana), 16 juli 1941) is een Trinidadiaans ontwerper van carnavalkostuums.
Zijn ontwerpen van maskerades, in het Engels ook wel mases, gaven hem de bijnaam mas-man. Minshall ontwierp kostuums voor optredens van hoog internationaal aanzien, zoals voor de openingsceremonies van drie Olympische Spelen.

## Levensloop
Minshall werd geboren in Brits-Guiana en ging als kind naar Trinidad en Tobago toen zijn vader daar werk vond als cartoonist. Hij groeide op in de hoofdstad Port of Spain en kwam daar al op jonge leeftijd in contact met het carnaval van Trinidad en Tobago. Minshall maakte zijn eerste kostuum toen hij dertien jaar oud was. Als Afrikaanse medicijnman verkleed, toog hij ermee naar het kindercarnaval en won hij de originaliteitsprijs. Na zijn middelbare school studeerde hij theaterontwerp aan de Central School of Art and Design in Londen.
Minshall brak door met zijn kostuums nadat hij een kostuum had ontworpen voor zijn tante in 1974. Twaalf mensen werkten gedurende vijf weken aan dit kostuum, dat was ingestoken met 104 veren, elk bekleed met 150 lapjes stof. Het jaar erop werd hij gevraagd een ontwerp te maken voor het Notting Hill Carnival in Londen en in de loop van de jaren maakte hij ontwerpen voor allerlei optredens, waaronder van de openingsceremonies van de Olympische Spelen in Barcelona in 1992, van Atlanta in 1996 en Salt Lake City in 2002, de Pan-Amerikaanse Spelen in Indianapolis van 1987 en het wereldkampioenschap voetbal in de Verenigde Staten van 1994.
Over zijn werk en zijn leven verscheen in 2009 de documentaire Mas Man + Q&A.

## Erkenning

### Band of the Year-titels
- 1976: Paradise Lost
- 1979: Carnival of the Sea
- 1981: Jungle Fever
- 1987: Carnival Is Colour
- 1995: Hallelujah
- 1996: Song of the Earth
- 1997: Tapestry
- 2006: The Sacred Heart

### Onderscheidingen
- 1982: Guggenheim Fellowship
- 1987: Chaconia Silver Medal
- 1991: Eredoctoraat van de University of the West Indies
- 1996: Gouden Kruis van de drie-eenheid van de Orde van de drie-eenheid
- 2001: Grote Prins Claus Prijs, samen met het Zomercarnaval in Rotterdam
- 2002: Emmy Award voor kostuums tijdens muziekprogramma's
- 2005: Republic Day Award